# Asociația Namibiană de Fotbal
Asociația Namibiană de Fotbal este forul ce guvernează fotbalul în Namibia. Se ocupă de organizarea echipei naționale și a campionatului.

## Președinți
- Ben Noabeb (1990 - 199?)
- Charles Kauraisa
- Elliot Hiskia (199? - 1996)
- Immanuel Namaseb (1996 - 1999)
- Petrus T. Damaseb (1999 - 2006)
- John Muinjo (din 2006)

## Secretari generali
- Sebastian Kamungu
- Eliphas Shipanga
- David Helu
- Alpheus Gaweseb
- Barry Rukoro (prezent)